# 王久江
王 久江（おう きゅうこう、別名は王九江、1957年 - ）は、綿陽市三台県出身の現代中国の山水画家、国家一級美術師。彼の絵画は主に四川とチベットの風景に基づいています。彼はまた、アンティークのコレクターでもあります。

## 経歴
1957年、三台に生まれる。
1980年代、チベット軍管区アートディレクションに採用。
1982年、チベット自治区美術展覧会 二等奨受賞（チベット語の連環画『白鳥』）。
1986年、第5回チベット美術展 優秀創作奨受賞（木彫画『永恒』）。
1988年、全国風俗画コンテスト 栄誉奨受賞（中国画『天葬』）。
1989年、深圳「晶興杯」中国画コンテスト 三等奨受賞（山水画『羌山秋韻』）。
1993年、四川中国画シリーズ展 優秀奨受賞（山水画『高秋』、四川省詩書画院収蔵）。
2002年、全国中国画作品展に参加する（山水画『金色高原』）。
2003年、中国美術家協会の優秀奨受賞（山水画『頌経』）。
2018年、第1回綿陽市美術作品展に参加する（山水画『畳溪煙雲図』）。

## ギャラリー

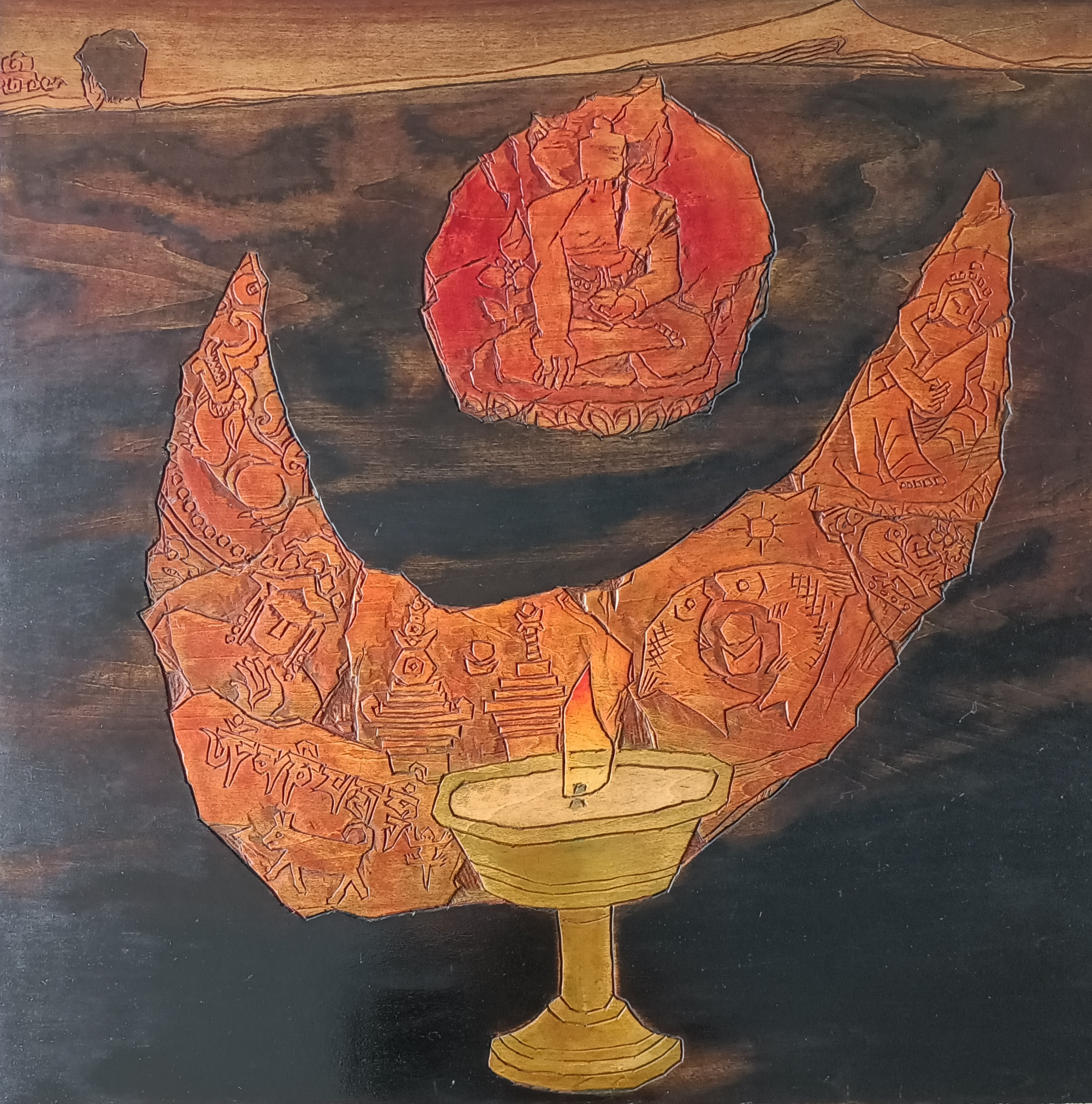
『永恒』
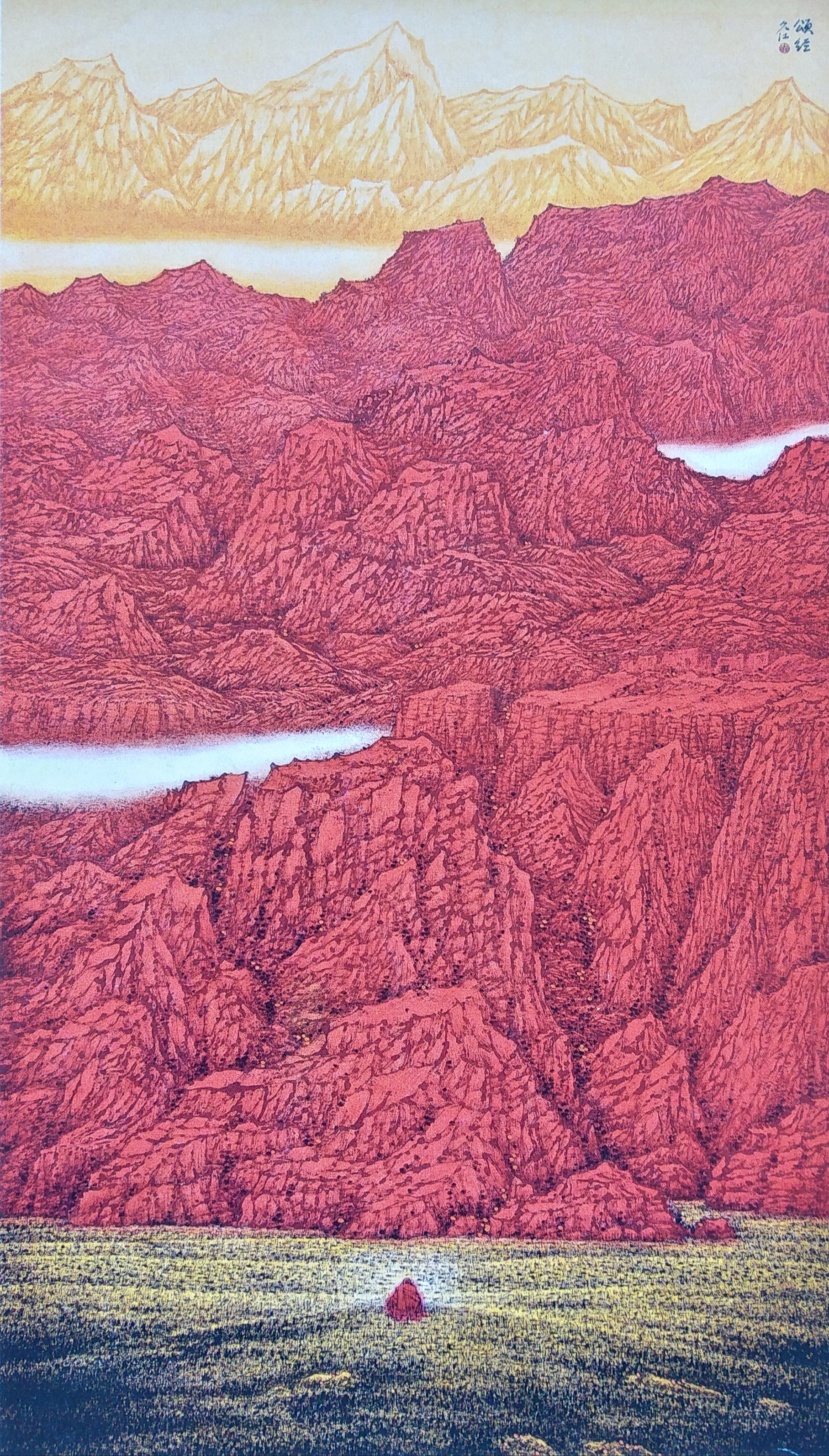
『頌経』
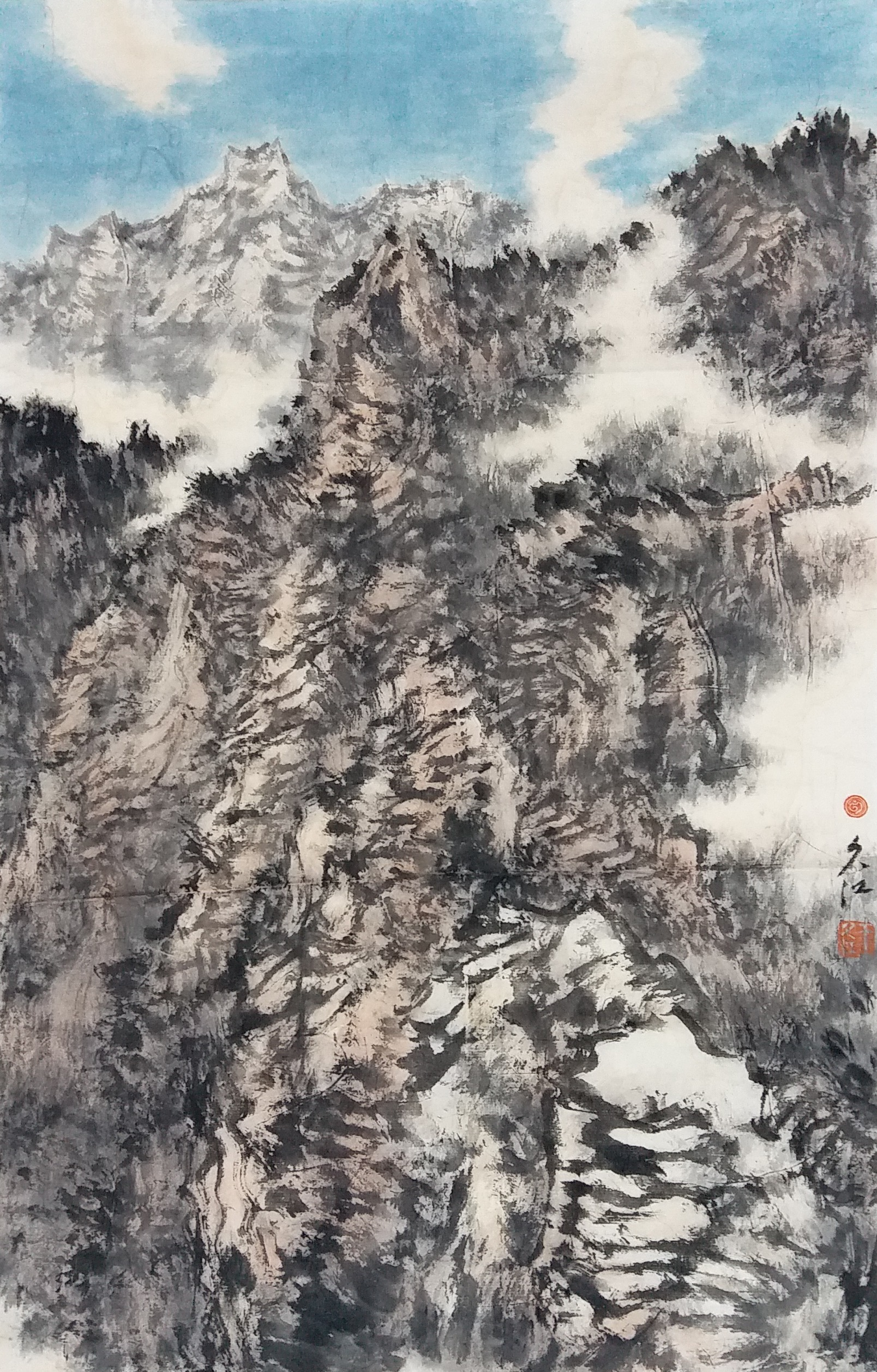
『隴南山川』
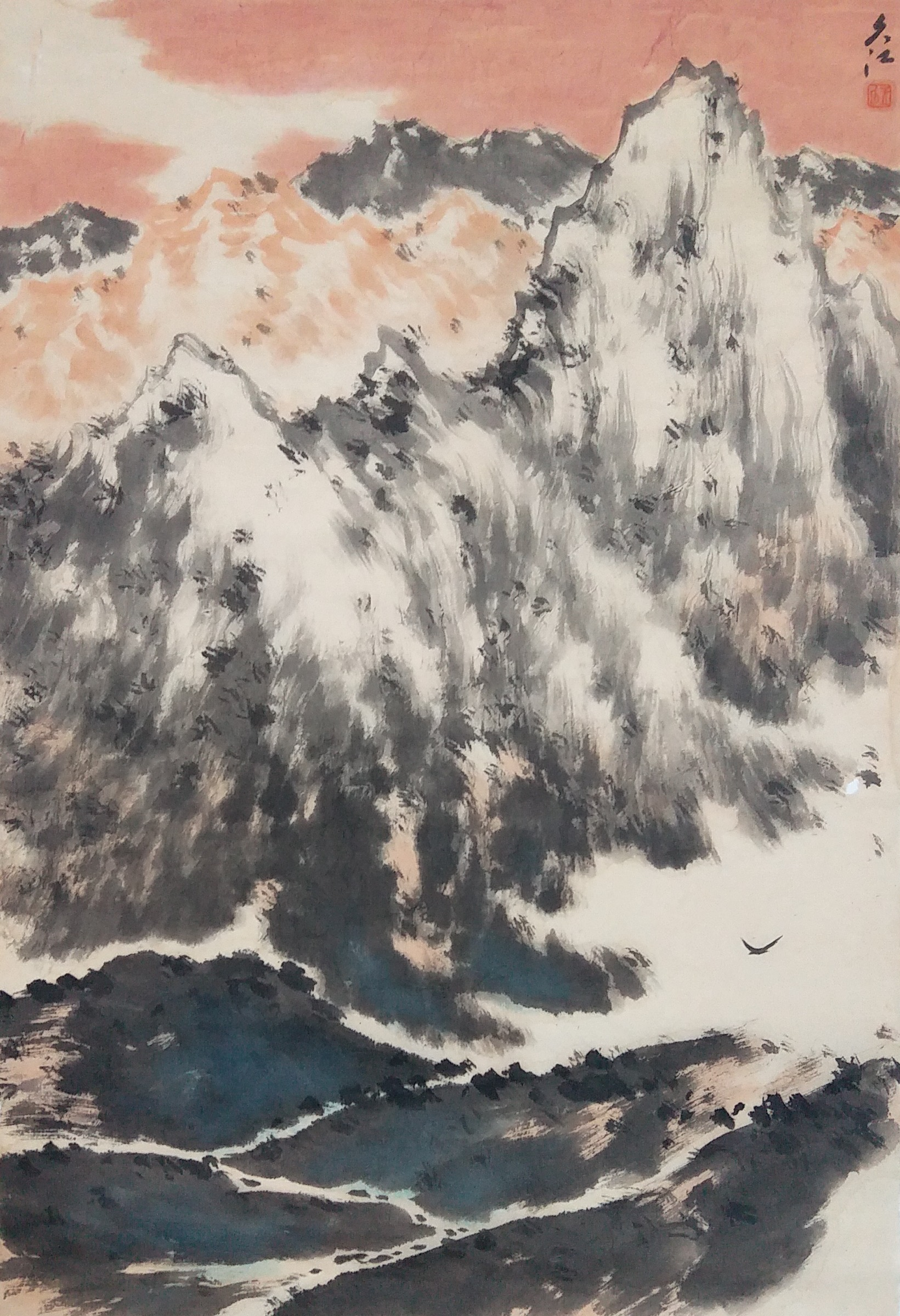
『鷹の故郷』
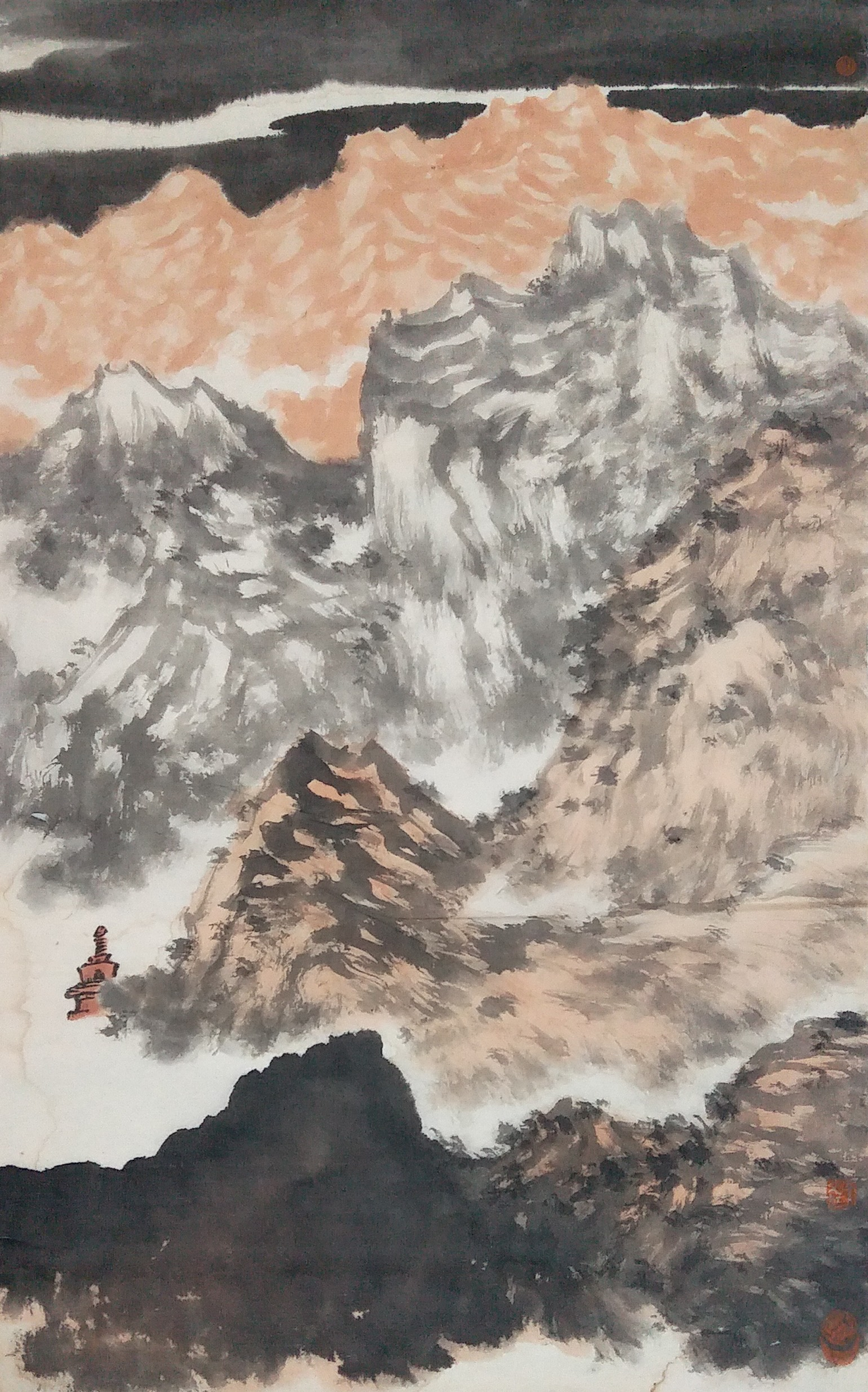
『チベットの山水シリーズ（＃3）』
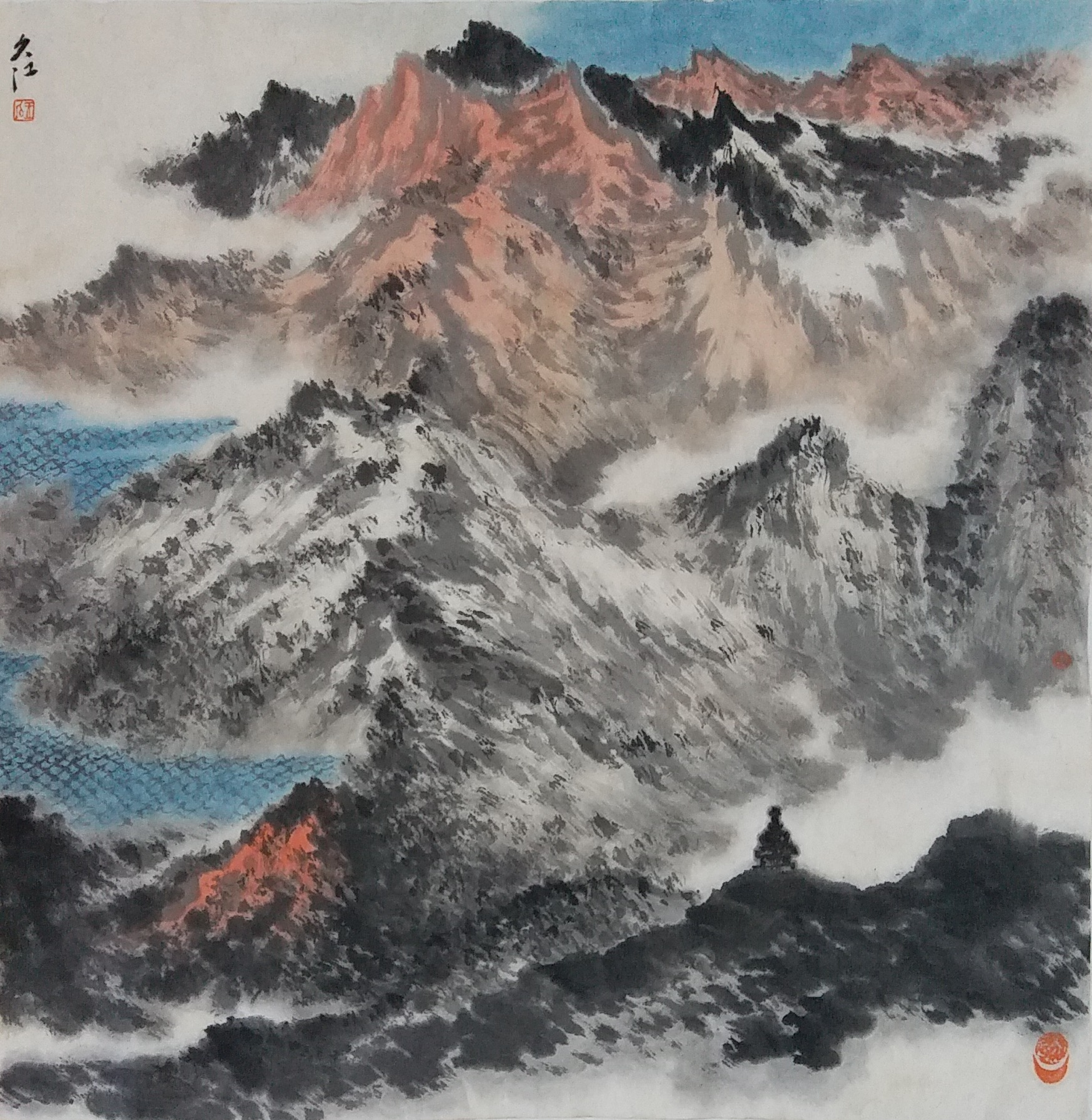
『チベットの山水シリーズ（＃4）』
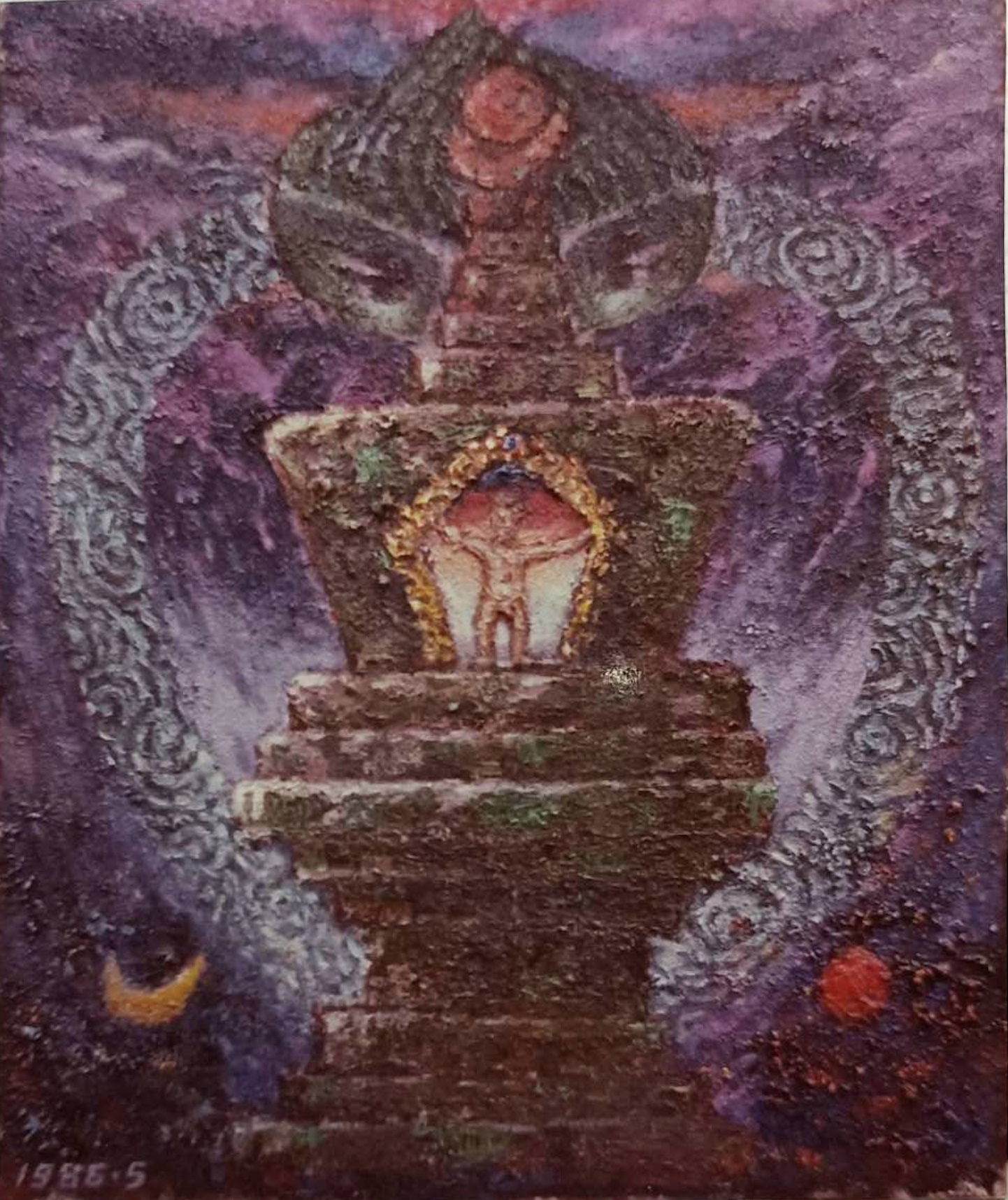
『仏の誕生』（紙に油彩）
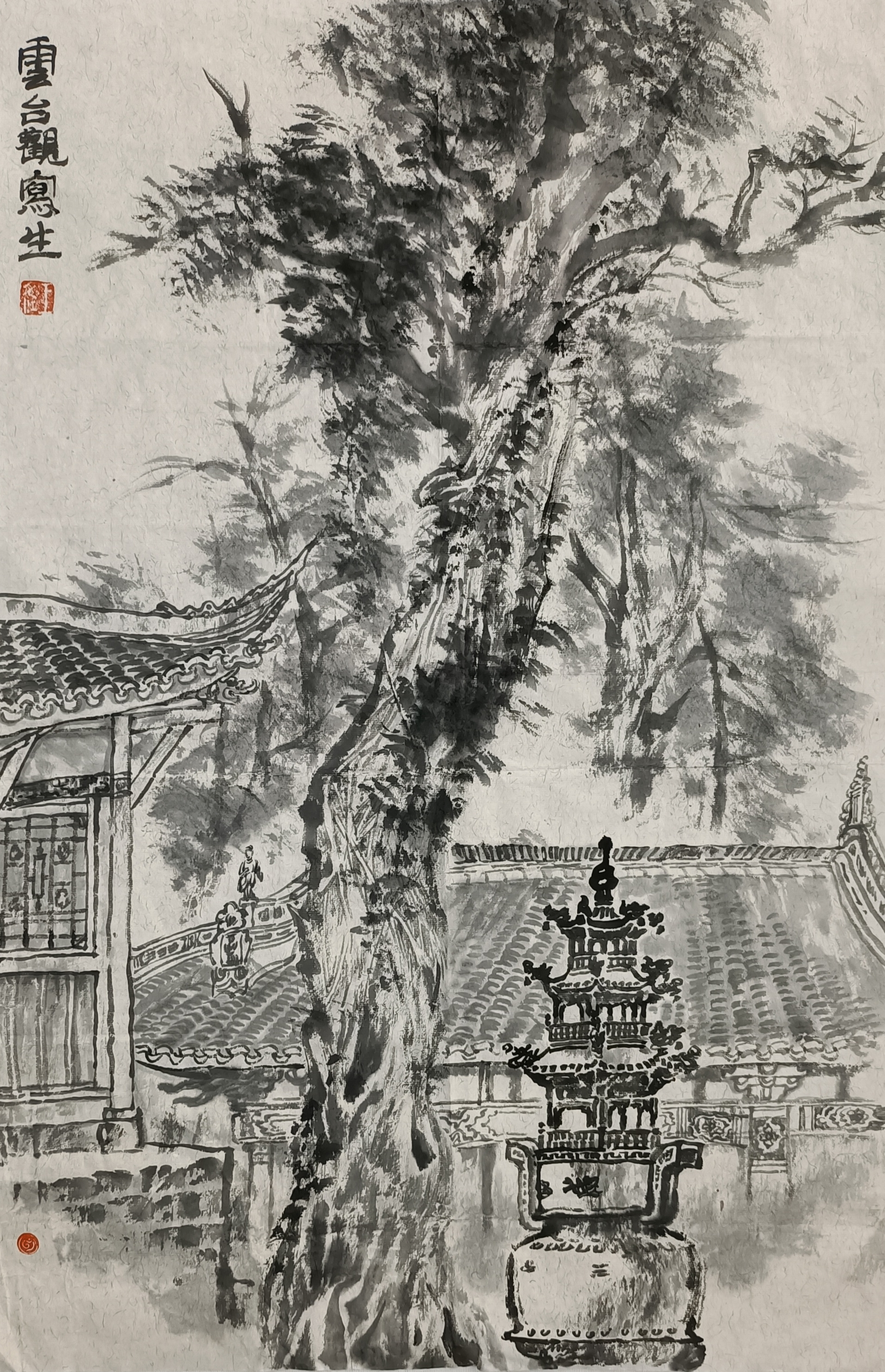
『雲台観写生』
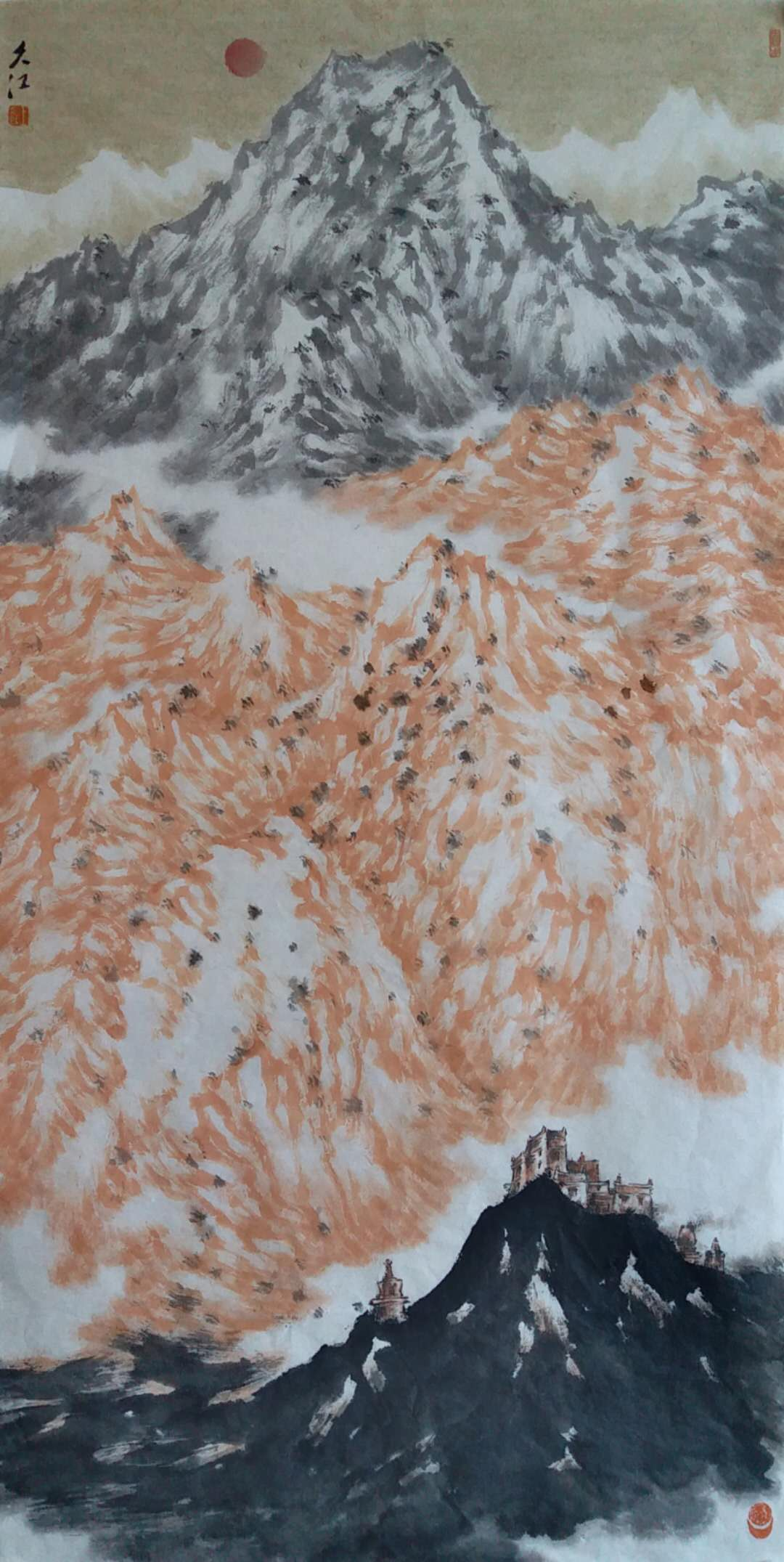
『高原印象』
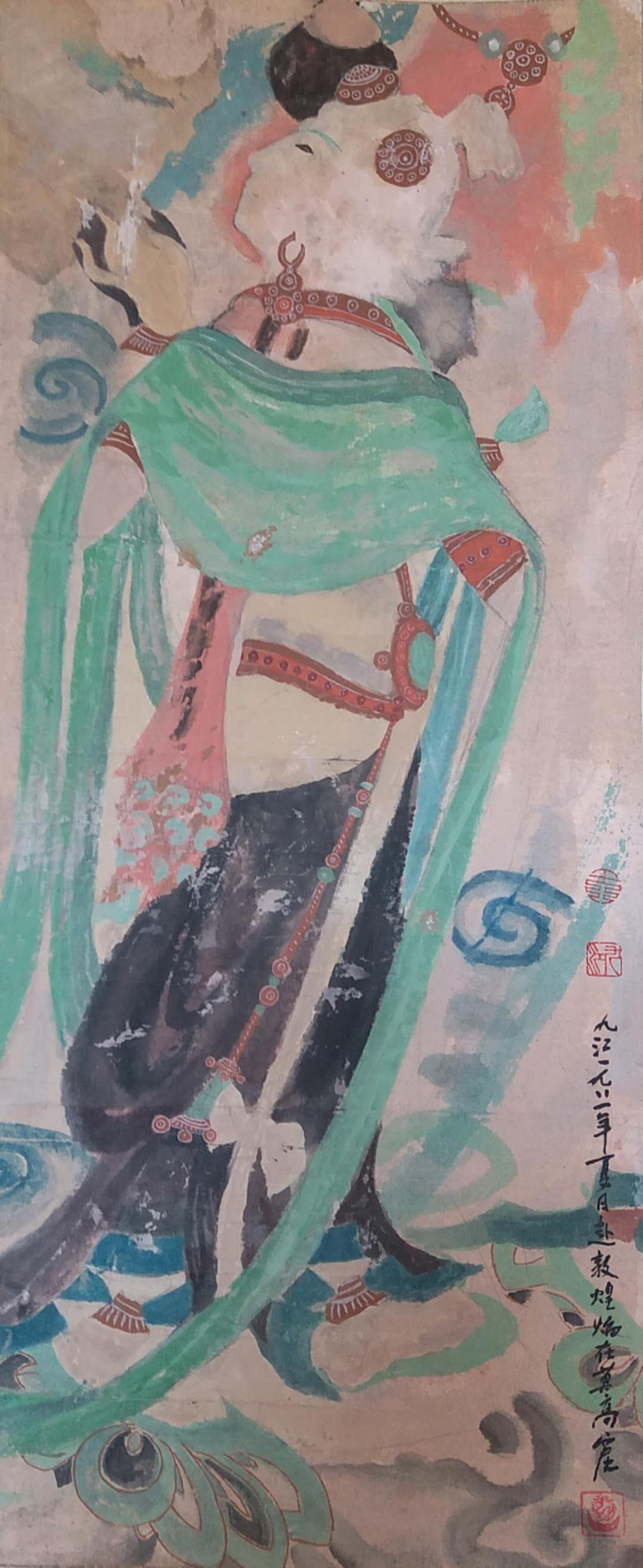
莫高窟壁画のレプリカ
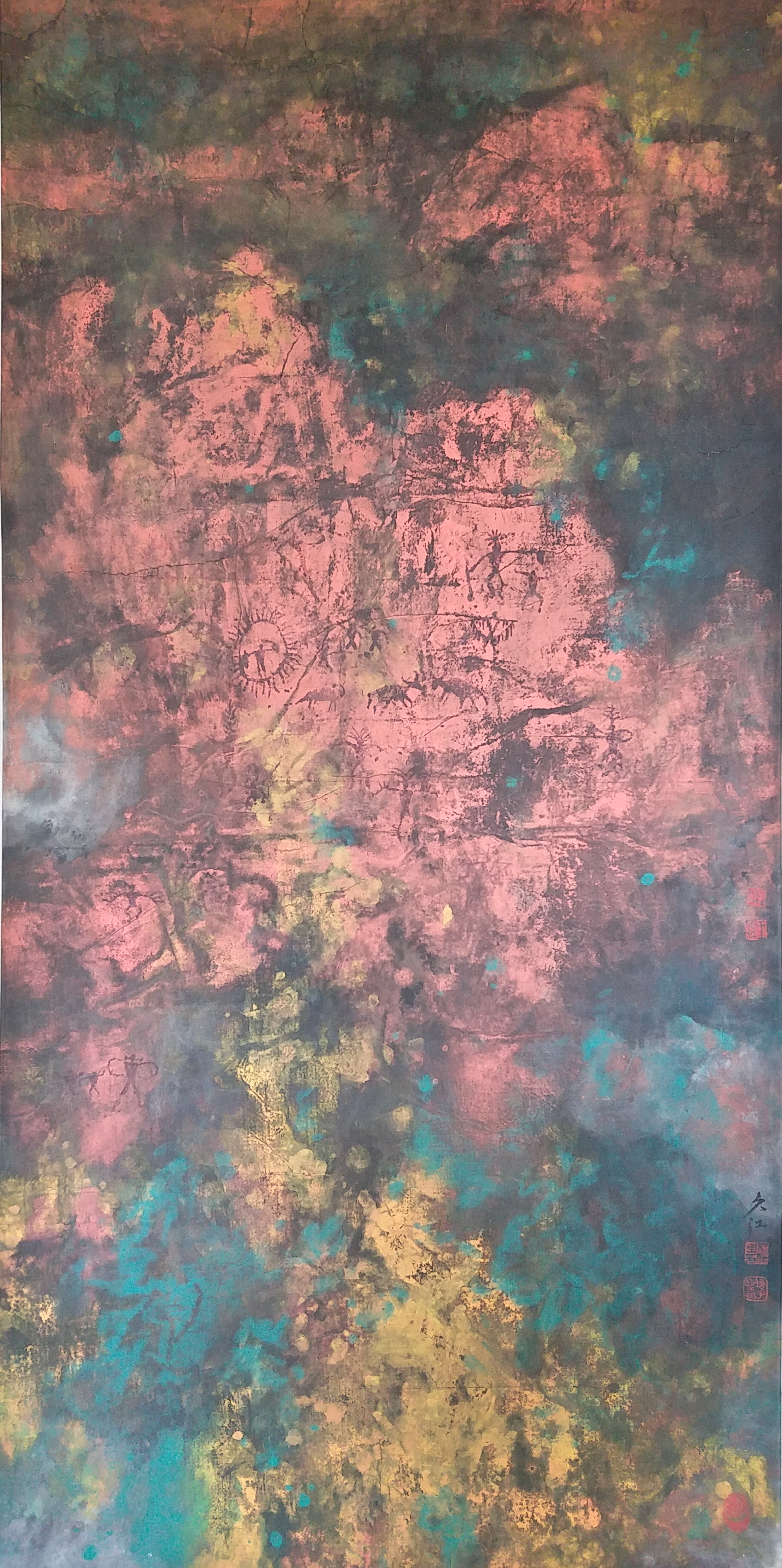
『上古のトーテム』
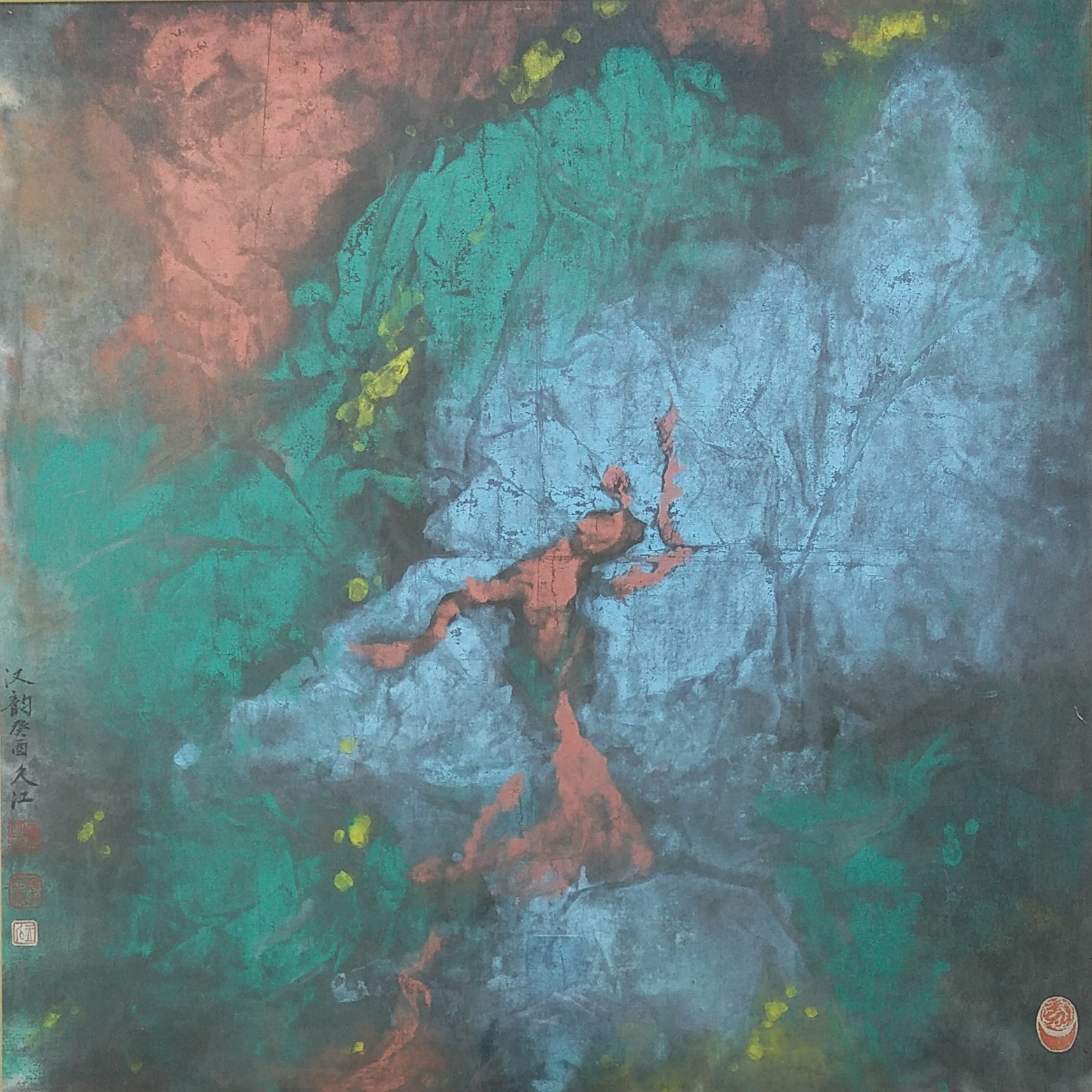
『漢韻』